# دهه ۷۴۰ (میلادی)

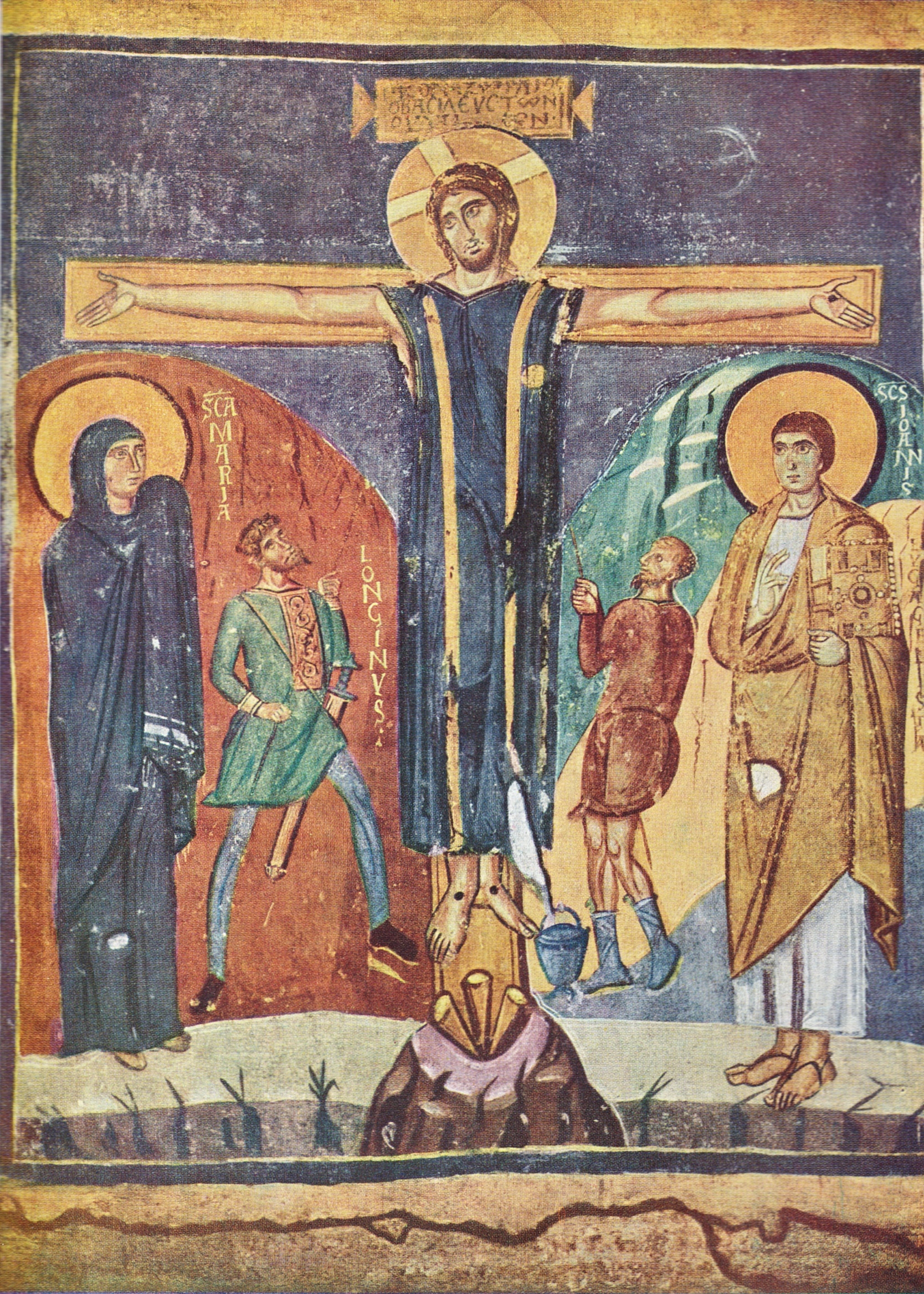
نقاشی از به صلیب کشیده شدن عیسی مربوط به همین دهه

دهه ۷۴۰ (میلادی) دهه هفتاد و چهارم تقویم میلادی است.

## درگذشتگان
‎